# Medkowec
Medkowec (bułg. Медковец) – wieś w Bułgarii, w obwodzie Montana, siedziba administracyjna gminy Medkowec. Według Ujednoliconego Systemu Ewidencji Ludności oraz Usług Administracyjnych dla Ludności, 15 marca 2016 roku miejscowość liczyła 1675 mieszkańców.

## Historia
W 1821 roku powstała szkoła. W 1859 roku wybudowano cerkiew św. Paraskewy, która obecnie jest zabytkiem kultury.

## Osoby związane z miejscowością
- Anatolij Krystew (1879–1923) – bułgarski pop, uczestnik powstania wrześniowego
- Anatolij Krystew (1963) – bułgarski generał